# Spinnerei Wettingen

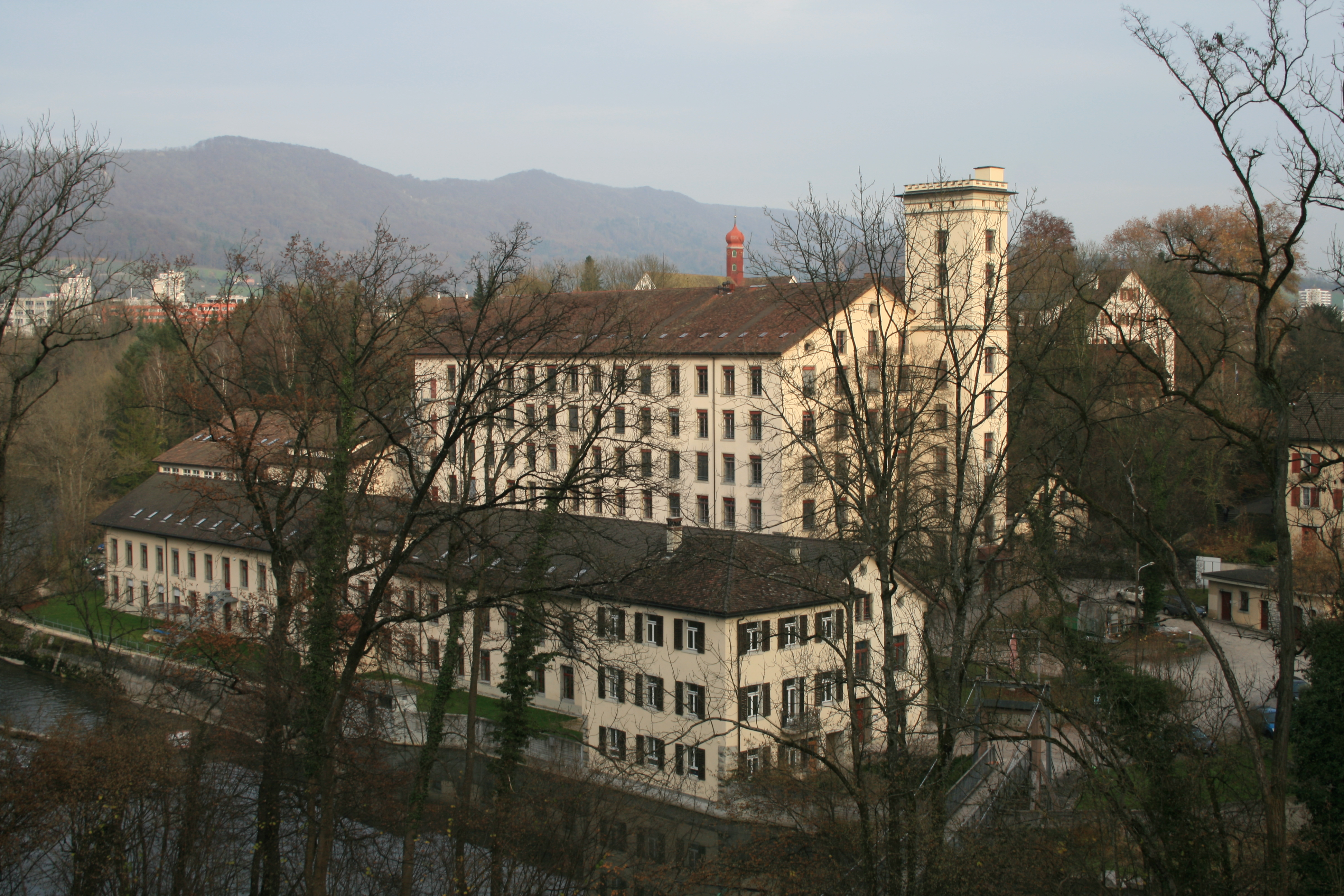
Die Spinnereigebäude auf der Wettinger Klosterhalbinsel

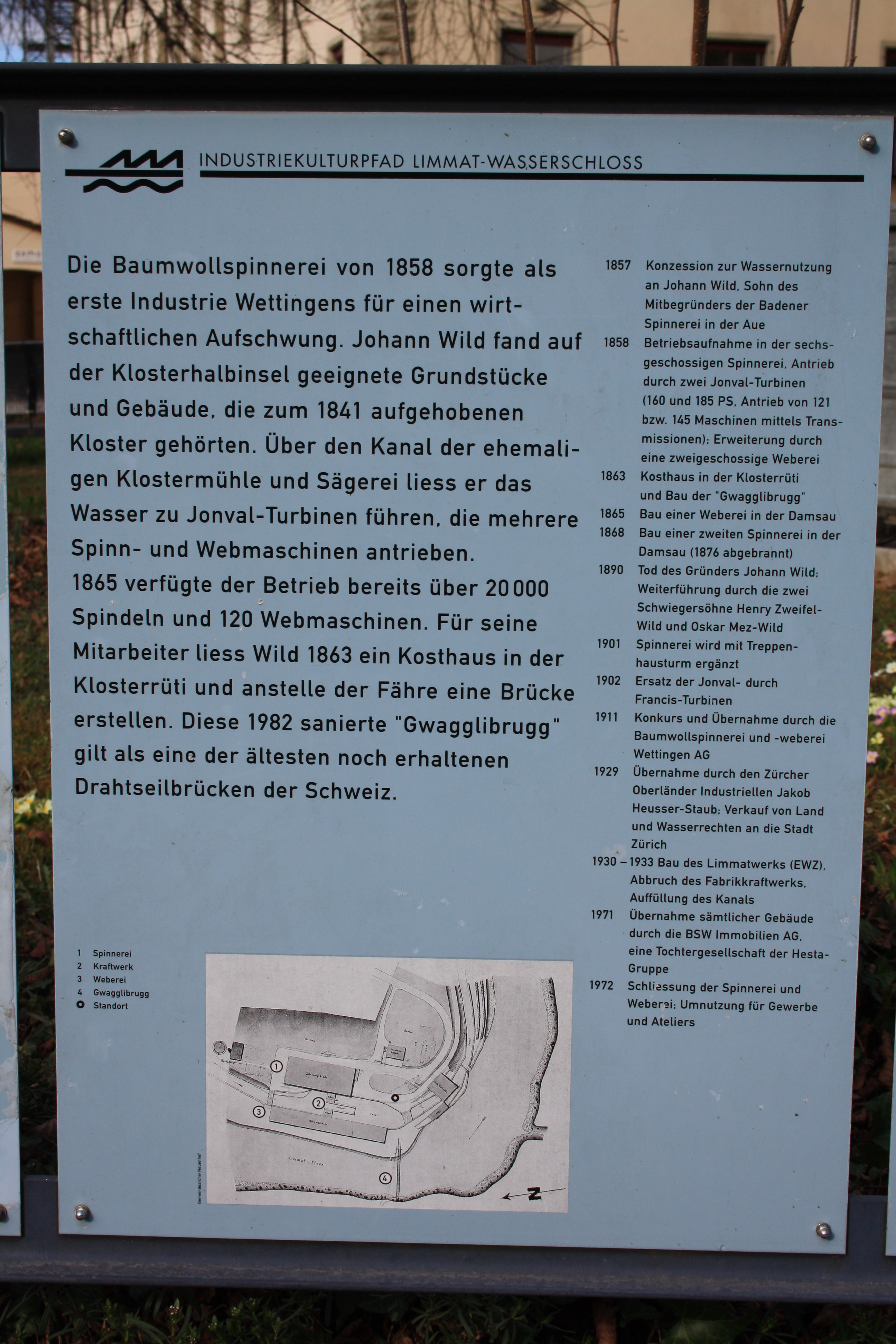
Infotafel des Industriekulturpfads

Die Spinnerei Wettingen liegt auf der Klosterhalbinsel Wettingen, die sich bis zur Aufhebung des Klosters im Jahre 1841 in dessen Besitz befand.

## Geschichte
Nachdem der Industrielle Johann Wild im Jahre 1857 eine Konzession zur Nutzung des Limmatwassers erworben hatte, gründete er dort 1858 die Baumwollspinnerei. Die Web- und Spinnmaschinen in dem sechsgeschossigen Gebäude und wurden durch zwei Jonval-Turbinen angetrieben. Im selben Jahr wurde die Spinnerei durch eine zweigeschossige Weberei erweitert; beide Gebäude waren durch den Kanal der ehemaligen Klostermühle getrennt. Fünf Jahre später liess Wild in der Klosterrüti auf der Neuenhofer Seite ein Kosthaus errichten und die Fähre durch eine Brücke ersetzen. 1865 erfolgte der Bau einer Weberei in der Damsau, wo sich heute der Neuenhofer Ortsteil Webermühle befindet. 1902 wurden die Jonval-Turbinen durch Francis-Turbinen ersetzt und 1911 ging die Firma, die in der Zwischenzeit in Händen der Schwiegersöhne des Firmengründers befand, Konkurs.
Nachfolger wurde die Baumwollspinnerei und -weberei Wettingen AG, welche 1929 vom Zürcher Jakob Heusser-Staub übernommen wurde. Dieser verkaufte das Land und die Wasserrechte an die Stadt Zürich, dessen Elektrizitätswerk zwischen 1930 und 1933 einige hundert Meter oberhalb das Kraftwerk Wettingen erbaute und das Fabrikkraftwerk abriss. Der Kanal zwischen den beiden Spinnereigebäuden wurde zugeschüttet.
Die Weberei und die Spinnerei wurden 1972 geschlossen und das Gebäude für Gewerbe und Ateliers umgenutzt. 1974 initiierte eine Gruppe ein Atelier- und Aktionszentrum. Die interdisziplinär zusammengesetzte Gruppe aus den Bereichen Kunst, Architektur, Fotografie, Design, Musik und Physik war in der Folge sehr aktiv und sprach ein grosses Publikum an. In der Spinnerei präsentierten Künstler wie Ruedi Bechtler, Liliane Csuka oder Beat Zoderer ihre ersten Einzelausstellungen. 1975 führte der Künstler Roman Signer auf Einladung von Bechtler vor der Spinnerei eine künstlerische Sprengung in der Limmat durch.
Heute befinden sich unter anderem Gebäude der Kantonsschule Wettingen, das Sozialunternehmen Wendepunkt und die Brauerei LägereBräu in der alten Spinnerei.
Die Gebäude stehen unter Denkmalschutz.